# Edgar Lehr
Edgar Lehr (30 de junio de 1969) es un biólogo, herpetólogo, y profesor alemán. 
En 1999, obtuvo la maestría en biología, por la Universidad de Maguncia; y en 2001, el doctorado en zoología, por la Universidad de Frankfurt. Sus focos de investigaciones son los anfibios y reptiles de Perú y de Ruanda. Actualmente está enfocado en las especies del género Pristimantis del Bosque de protección Pui Pui, en Perú. 
También enseña biología en la Universidad de Illinois en Estados Unidos. 

## Obra

### Descripciones de nuevas especies de anuros
- Pristimantis ashaninka (rana cutín asháninka).
- Pristimantis attenboroughi (rana de goma de Attenborough).[1]

### Algunas publicaciones
Además de más de 60 artículos científicos publicados en, entre otros, las revistas especializadas Copeia y Zootaxa, Edgar Lehr contribuyó a las siguientes publicaciones:
- edgar Lehr. 2002. Amphibien und Reptilien in Peru: Die Herpetofauna entlang des 10. Breitengrades von Peru: Arterfassung, Taxonomie, ökologische Bemerkungen und biogeographische Beziehungen. Dissertation, Natur- und Tier-Verlag, Naturwissenschaft, Münster.

- l.r. Burke, l.s. Ford, e. Lehr, s. Mockford, p.c.h. Pritchard, j.p.o. Rosado, d.m. Senneke, b.l. Stuart. 2007. Non-Standard Sources in a Standardized World: Responsible Practice and Ethics of Acquiring Turtle Specimens for Scientific Use. Chelonian Research Monograph 4: 142–146.

- edgar Lehr. 2005. The Telmatobius and Batrachophrynus (Anura: Leptodactylidae) species of Peru. In:  e.o. Lavilla, i. De La Riva (eds.): Studies on the Andean Frogs of the Genera Telmatobius and Batrachophrynus. Asociación Herpetológica Española, Monografías de Herpetología 7: 39–64.

- william e. Duellmann, edgar Lehr. 2009. Terrestrial-Breeding Frogs (Strabomantidae) in Peru. Natur- und Tier-Verlag.

## Honores

### Eponimia
- 2007:  Oreobates lehri (rana peruana)

## Abreviatura (zoología)
La abreviatura Lehr  se emplea para indicar a Edgar Lehr como autoridad en la descripción y taxonomía en zoología.